# Razão de Viver (2017)
Razão de Viver é uma curta-metragem documental realizada por Lourenço Baptista, corealizada por André Moniz Vieira e escrita por Alex Vieira . Foi produzida e lançada na Ilha da Madeira, Portugal no dia 24 de novembro de 2017 no Colégio dos Jesuítas do Funchal  com o apoio do Departamento de Arte, Design e Multimédia da Universidade da Madeira.

## Sinopse
Nove entrevistados deparam-se subitamente com uma pergunta: Qual é a sua razão de viver? Ouvindo os pensamentos de diversas mentes singulares, Razão de Viver é um documentário que explora um vasto leque de temas como o Homem, a procura pela felicidade, a arte, o dinheiro, a educação e Deus.

## Entrevistados
- Prof. Renato Barros: Auto-proclamado príncipe do Principado do Ilhéu da Pontinha e professor de educação visual e técnológica.
- Prof. Agostinho Soares: Professor de português do 3º ciclo escolar e autor de diversos romances como "Diana é Um Verbo Transitivo" e "O Destino das Vogais".
- Carolina Matos: Ilustradora e Designer gráfico.
- Victor Martins: Trail runner.
- Prof. Hugo Olim: Artista e professor de arte audiovisual da Universidade da Madeira.
- Carina Mendonça: Artista plástica.
- Moisés da Silva: Jovem voluntário de uma organização sem fins lucrativos.
- Pe. Francisco Simões: Padre na Igreja de Nossa Senhora da Assunção (Sé do Funchal).